# الانکوی، نالیهان
الانکوی، نالیهان (به لاتین: Alanköy, Nallıhan) یک منطقهٔ مسکونی در ترکیه است که در استان آنکارا واقع شده‌است.